# Langweiler (bei Idar-Oberstein)
Langweiler ist eine Ortsgemeinde im Landkreis Birkenfeld in Rheinland-Pfalz. Sie gehört der Verbandsgemeinde Herrstein-Rhaunen an.

## Geographie
Langweiler liegt im Hunsrück. 83,8 Prozent der Gemarkungsfläche sind bewaldet. Zu Langweiler gehört auch der Wohnplatz Forsthaus Langweiler.

## Geschichte
Im Jahre 1919/1920 entdeckte man zwei Römergräber mit Beigaben, die auf das Jahr 200 n. Chr. datiert wurden. Der Ort wurde im Jahr 1037 als Habschied erstmals urkundlich erwähnt. 1237 tauchte erstmals der Name lange willere in den Akten auf. Der Ort gehörte zur Hinteren Grafschaft Sponheim. Bis 1730 war der Ortsname Habschied noch in Gebrauch, woher der Name Langweiler stammt, ist nicht bekannt. Nach dem Zweiten Weltkrieg war der Ort Teil der Gemeinde Wirschweiler. Deren Gemeinderat beschloss 1965 die Aufhebung der Gemeinde und die Trennung in zwei selbständige Gebietskörperschaften. Stattdessen wurde der Ortsteil Langweiler am 7. Juni 1969 in die Gemeinde Sensweiler umgegliedert. Am 1. Januar 1992 erlangte Langweiler durch Ausgliederung aus dieser Gemeinde seine Selbständigkeit zurück.

## Politik

### Gemeinderat
Der Gemeinderat in Langweiler besteht aus sechs Ratsmitgliedern, die bei der Kommunalwahl am 9. Juni 2024 in einer Mehrheitswahl gewählt wurden, und dem ehrenamtlichen Ortsbürgermeister als Vorsitzendem.

### Bürgermeister
Alfred Reicherts wurde 1992 Ortsbürgermeister von Langweiler. Da bei der Direktwahl am 9. Juni 2024 kein gültiger Wahlvorschlag eingereicht wurde, oblag die Neuwahl des Bürgermeisters gemäß rheinland-pfälzischer Gemeindeordnung dem Rat, der auf seiner konstituierenden Sitzung am 18. Juli 2024 den bisherigen Ortsbürgermeister Alfred Reicherts einstimmig für weitere fünf Jahre in seinem Amt bestätigte.

### Wappen
| Wappen von Langweiler | Blasonierung: „Schild, durch ein schmales, weißes Kreuz in vier Flächen aufgeteilt. Das rechte obere, sowie das linke untere Viertel sind rot-silber geschacht. Im oberen linken Viertel ist auf goldenem Grund ein im unteren rechten ein brennender Kohlenmeiler auf goldenem Grund dargestellt.“ |
| Wappen von Langweiler | Wappenbegründung: Das Schachmuster verweist auf die Hintere Grafschaft Sponheim, das silberne Gefäß stellt das alte Taufbecken der Pfarrkirche St. Nicetius dar. Der Kohlenmeiler erinnert an die Vergangenheit Langweilers als Köhlerdorf.                                                         |

## Kultur und Sehenswürdigkeiten
Die katholische Pfarrkirche St. Nicetus ist ein denkmalgeschützter Saalbau von 1856. Bekannt ist der idyllisch gelegene Ort auch durch das alle drei Jahre traditionell stattfindende Köhlerfest mit Handwerker- und Bauernmarkt. Wegen ihrer besonders schönen Lage mit Blick auf die Wildenburg und den Steinbachsee wird die Gemeinde von ihren Einwohnern als die „Perle des Hochwalds“ bezeichnet.
Langweiler liegt an der Deutschen Edelsteinstraße und wird vom Premium-Wanderweg „Saar-Hunsrück-Steig“, den Traumschleifen „Köhlerpfad am Steinbach“ und „Zwischen den Wäldern“ sowie zahlreichen regionalen Wanderwegen tangiert. In der Nähe von Langweiler liegt der Nationalpark Hunsrück-Hochwald.

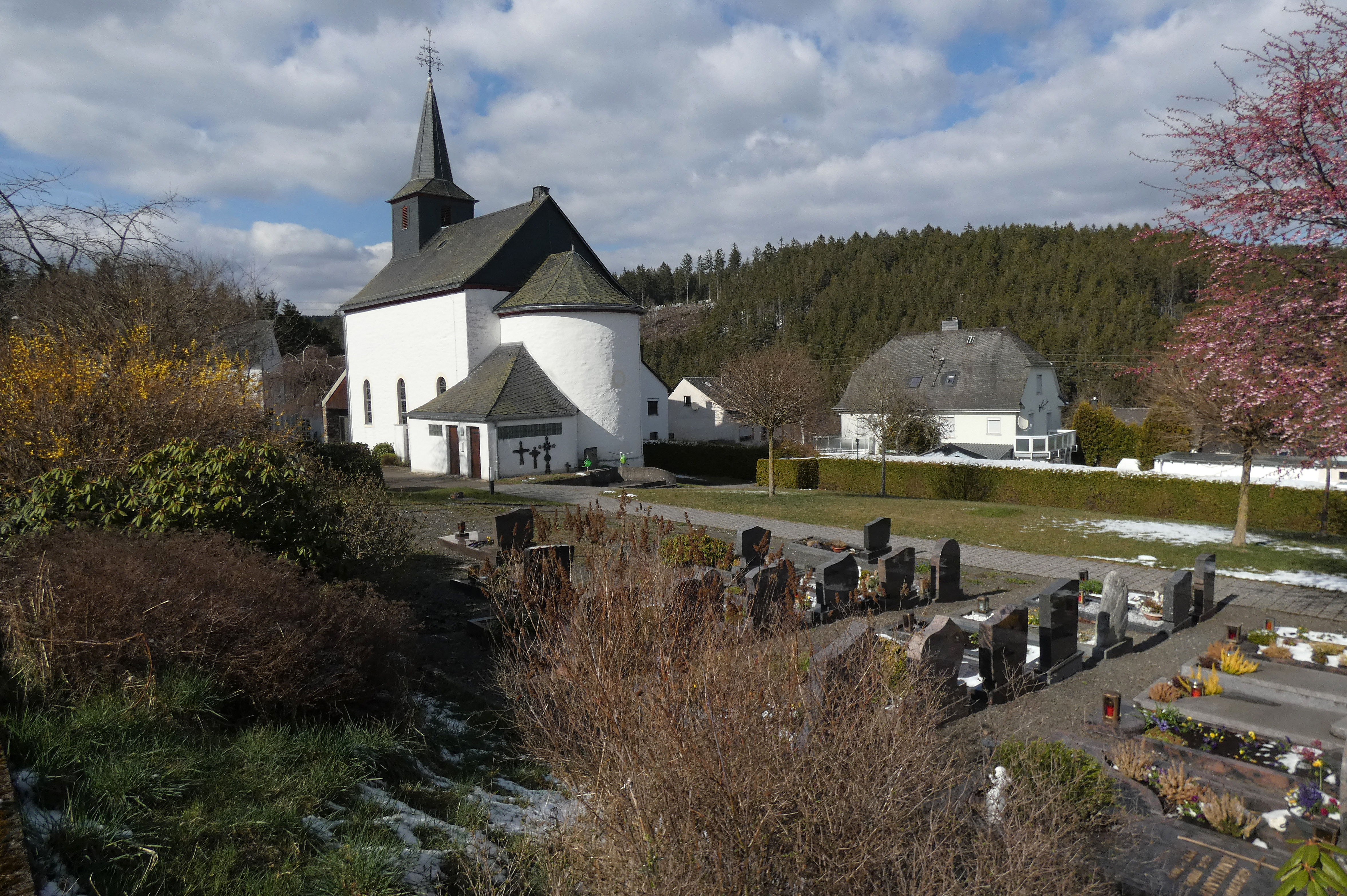
Die denkmalgeschützte Katholische Pfarrkirche St. Nicetius (1856)
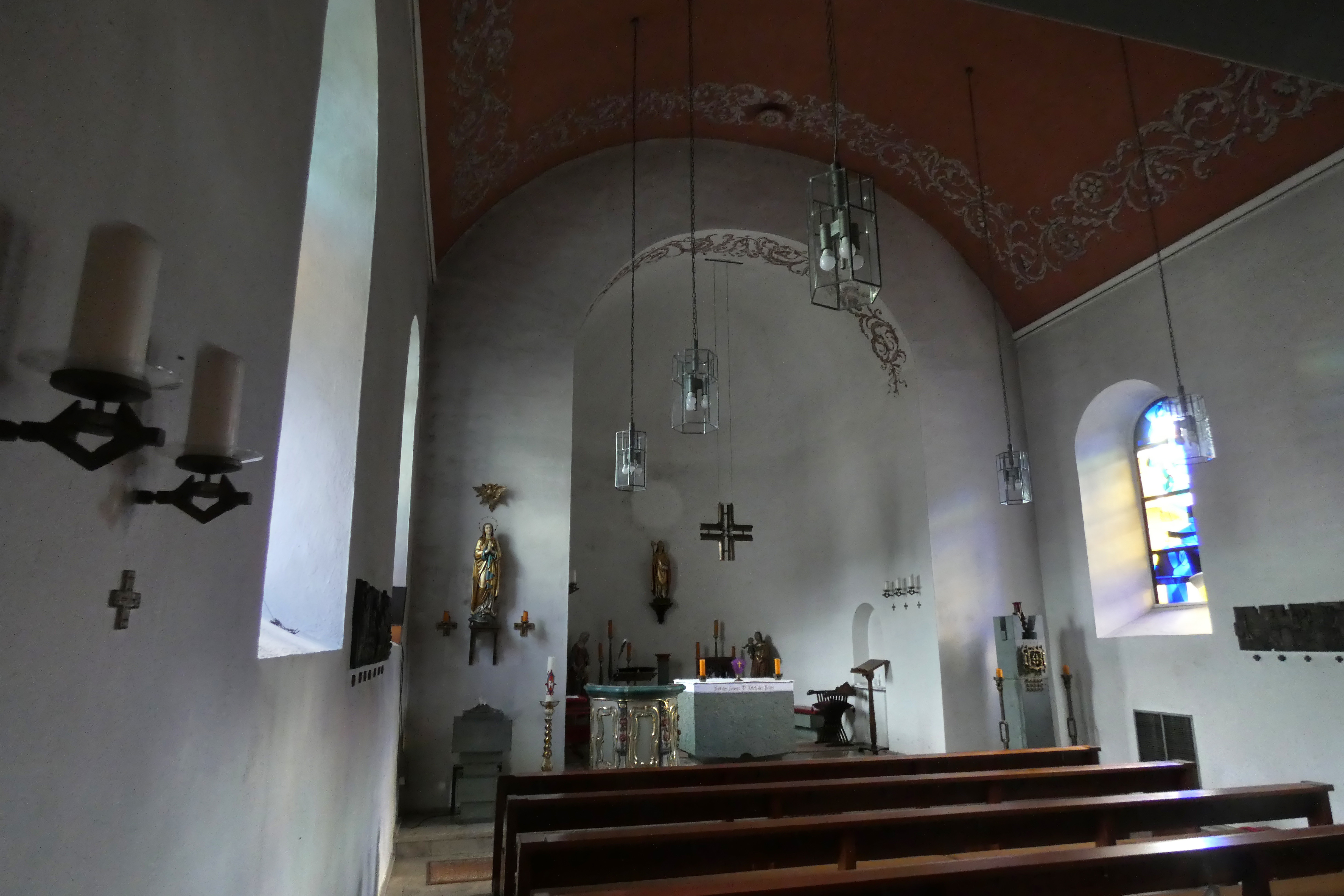
Innenansicht von St. Nicetius
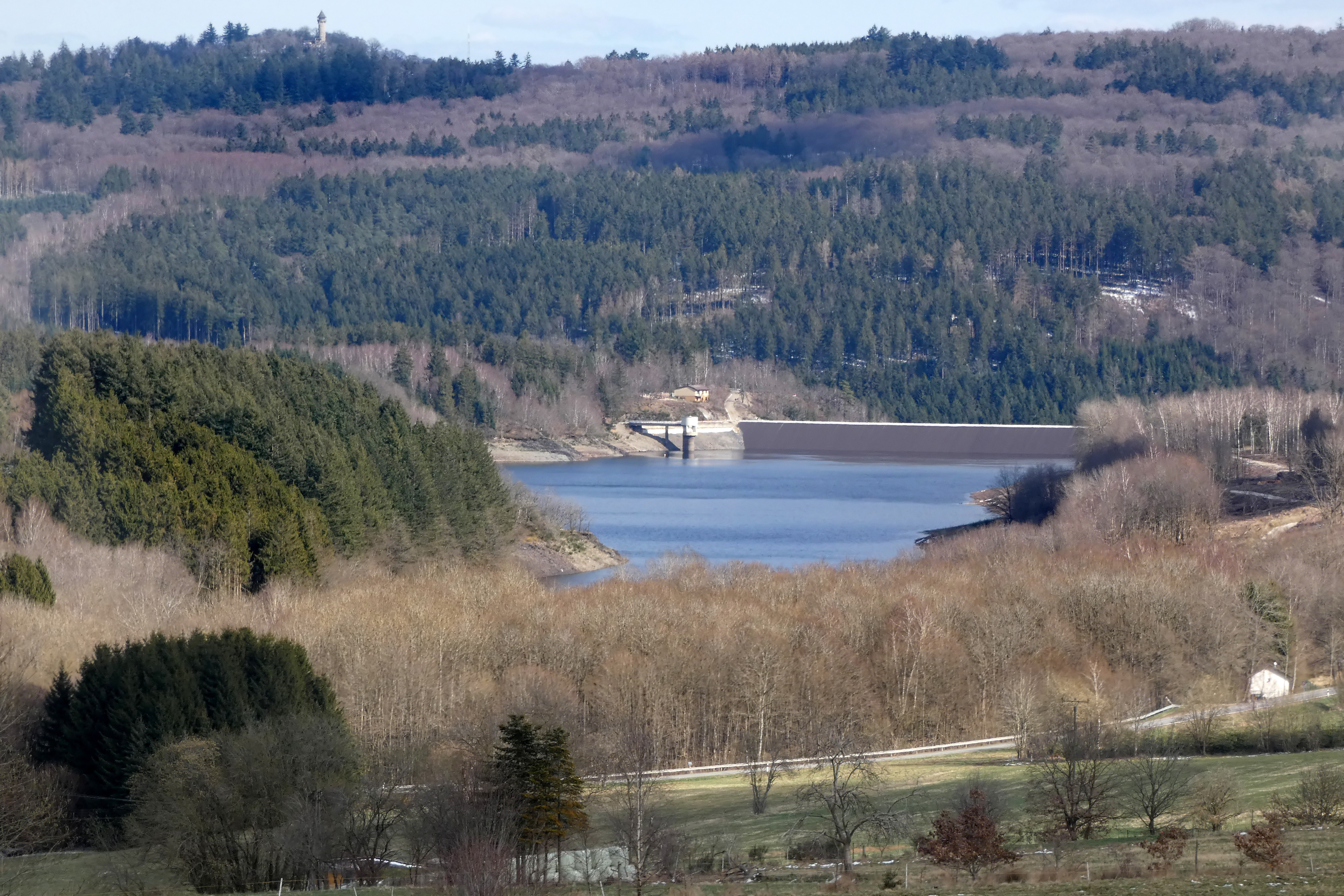
Blick auf die Steinbachtalsperre
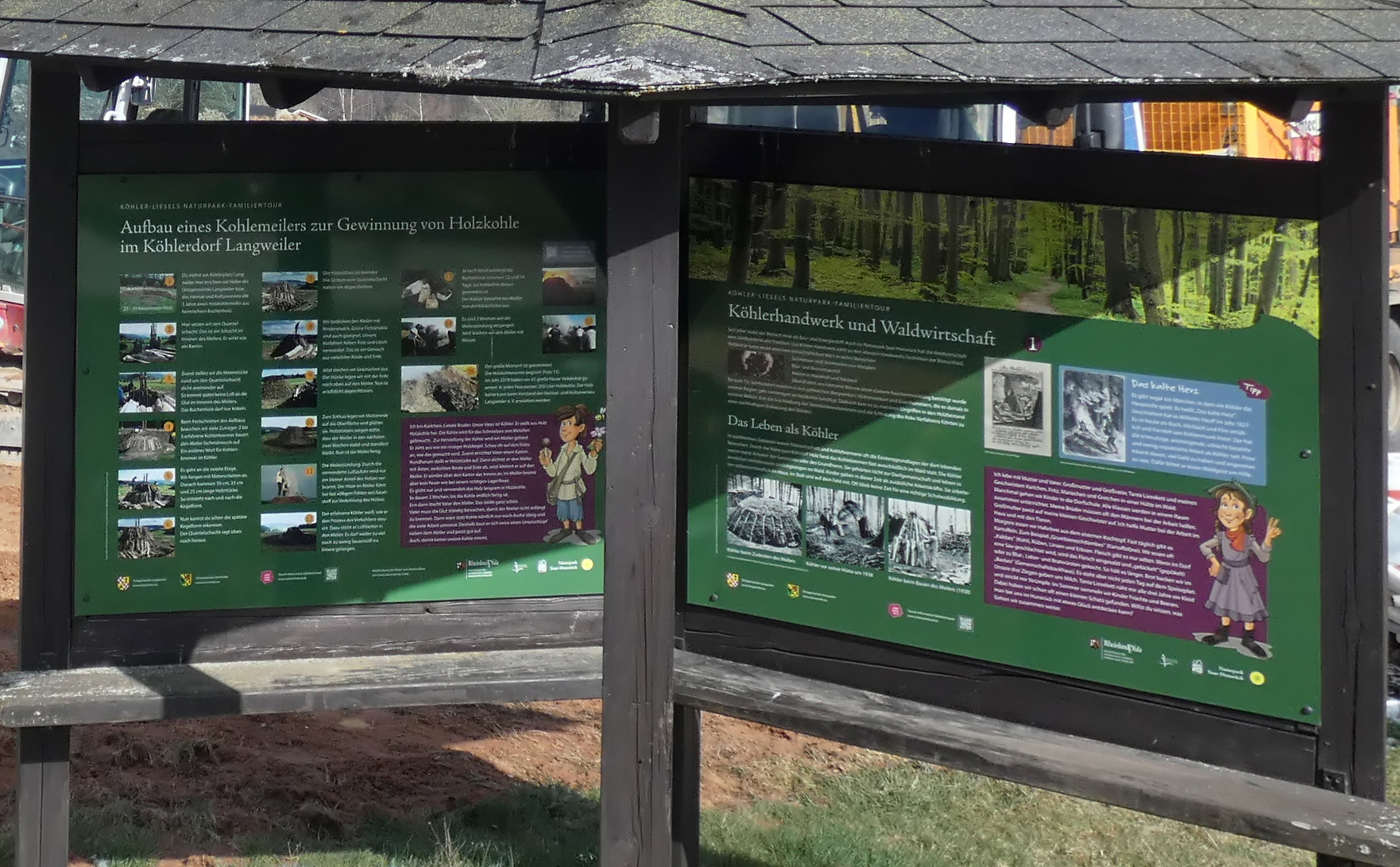
Informationstafel zum „Köhlerdorf Langweiler“